# Alois Anderle
Alois Anderle, křtěný Alois Vincenc, také Aloys Ander nebo Alois Vincenc Anderle, (24. srpna 1821, Budišov – 11. prosince 1864, Sedmihorky) byl německý operní tenor, působící ve Vídni v polovině devatenáctého století. V roce 1900 jej Carl Ferdinand Pohl nazval „jedním z nejslavnějších německých tenoristů poslední doby“.

## Život a kariéra
Narodil se jako Alois Vincenc Anderle v roce 1821 v Budišově u Třebíče.Jeho otec, český kantor, vynikající učitel a hudebník Jan Anderle (narozen 27. května 1790 v Hněvčevsi – zemřel 5. června 1865 v Jemnici) působil od roku 1827 v Jemnici, kam ho povolala hraběnka Trautmannsdorfá. Byl správcem školy. Měl rovněž povinnosti v kostele, hrou na varhany doprovázel svatby a další bohoslužebné obřady, a na zámku, kde prováděl světskou hudbu. Jeho sourozenci působili také jako pěvci, byli jimi Adolf Anderle, Arnošt Anderle a Anna Anderleová.
První hudební vzdělání synovi poskytl otec. V období 1833-36 působil ve službách hraběnky v Jemnici bratr Františka Škroupa – Jan Nepomuk Škroup; byl ekonom a tajemník. Vedle této práce organizoval zámecké hudební koncerty, hrál v kostele na varhany aj.. Všiml si talentu mladého pěvce a dál Aloise hudebně vzdělával. Na pozvání okolní šlechty zámecká kapela koncertovala na jejich zámcích. Časté byly koncerty v Jaroměřicích nad Rokytnou. Škroup na ně brával s sebou hudebníky, ale také děti jako asistující pěvce. Alois poprvé zpíval na veřejnosti v kostele a při těchto koncertech.
V roce 1836 ale Jan Nepomuk Škroup odešel do Prahy a Alois Anderle pak odešel do Brna, kde se věnoval studiu na učitelském ústavu. V Brně působil také jako vokalista, Odešel do Vídně, kde se chtěl věnovat zpěvu v divadle U korutanské brány. Nebyl přijat a tak nastoupil do pozice magistrátního úředníka se skrovným platem. K němu si přivydělával zpíváním v kostele sv. Štěpána. Jeho lahodného tenoru si povšiml režisér dvorní opery Walter a přestavil ho řediteli dvorní opery Ballochinovi. Ten nechal Aloise od roku 1841 na náklady opery školit ve zpěvu u Alexandra Arlta.
Na divadelním jevišti se s pozměněným jménem Ander poprvé objevil 22. října 1845 jako Stradella ve stejnojmenné opeře. Sklidil úspěch a dostal se po dvou letech i do pozice „primo tenore assoluto“. Ještě pozoruhodnějším byl jeho úspěch v Le Prophète, která byla uvedena ve Vídni poprvé 28. února 1850. Meyerbeera zaujal rychlý rozvoj Aloise Andera, stal se oblíbeným vídeňským pěvcem. Jeho poslední velkou rolí byla opera Lohengrin.
Anderle přišel do Vídně v době, kdy se tam organizovaly první vlastenecké schůzky Čechů a Slováků žijících ve Vídni. Byl jejich pravidelným hostem. Na slovanské besedě 27. března 1847 zazpíval za velkého dojetí píseň Kde domov můj, k níž přidal tzv. „moravskou slokou“, text napsal Vincenc Furch:
Kde domov můj?
Svatopluka hrad kde stojí,
Morava se s Hanou pojí,
Jaroslav kde světa rek
porazil Tatarů vztek:
a to je ta krásná země –
zem moravská - domov můj.
Události po roce 1848 přerušily činnost slovanské besedy ve Vídni a moravská sloka budoucí hymny brzy upadla v zapomnění. Jinak tomu bylo s písní Kde domov můj. Ta se mezi lidmi rozšířila, zlidověla a později se stala českou hymnou.
Alois udržoval kontakty s českou vlastí. Vystupoval na koncertech v Praze, na scéně Stavovského divadla. Tam také za hudebního doprovodu svého bývalého učitele z Jemnice Jana Nepomuka Škroupa vystoupil 30. dubna 1851 na hudební akademii, která byla pořádaná na podporu členů sboru Stavovského divadla. V Praze byl i o tři roky později. V českém periodiku Lumír (4. 4. 1854) se uvádí, že „Dnes bude v budově Konviktu koncert našeho slavného krajana Andera“. V programu se dále uvádí, že bude zpívat některé české písně „Kde domov můj “ a lidovou píseň „Horo, horo, vysoká jsi “. Večer pak zpíval v německém divadle v opeře Lucie z Lammermooru.
Nezapomínal ani na Jemnici. V roce 1853 nechal zhotovit pro kostel sv. Jakuba boční oltář s obrazem Neposkvrněné početí Panny Marie. Matce dal na hrob zbudovat figurální náhrobek, který byl zničen při opravách kostela.
Posledním vystoupením Andera byla role Arnolda v opeře Vilém Tell dne 19. září 1864. Přímo během představení jeho duševní choroba, začala u něho v roce 1853, propukla naplno a přestal vnímat melodii. Krátce nato se úplně zhroutil. Byl převezen do lázní v Sedmihorkách v Čechách, kde 11. prosince zemřel a o pět dní později byl pohřben na vídeňském hřbitově Matzleinsdorf. Po třiceti letech, v roce 1894, byly jeho ostatky přeneseny do čestného hrobu na vídeňském Zentralfriedhofu (skupina 32 A, č. 14) ve Vídni.

## Technika
Jako herec byl velmi nadaný a měl výhodu velmi atraktivního vzhledu. Jeho hlas nebyl silný a měl zahalenou tóninu, ale byl v souladu se všemi jeho dalšími vlastnostmi.